# Seckou Keita
Pour les articles homonymes, voir Keita.
Seckou Keita, né le 14 février 1978 à Lindiane (Zinguinchor) au Sénégal, est un joueur de kora et percussionniste sénégalais. Il a collaboré notamment avec le pianiste cubain Omar Sosa et la harpiste galloise Catrin Finch.

## Biographie

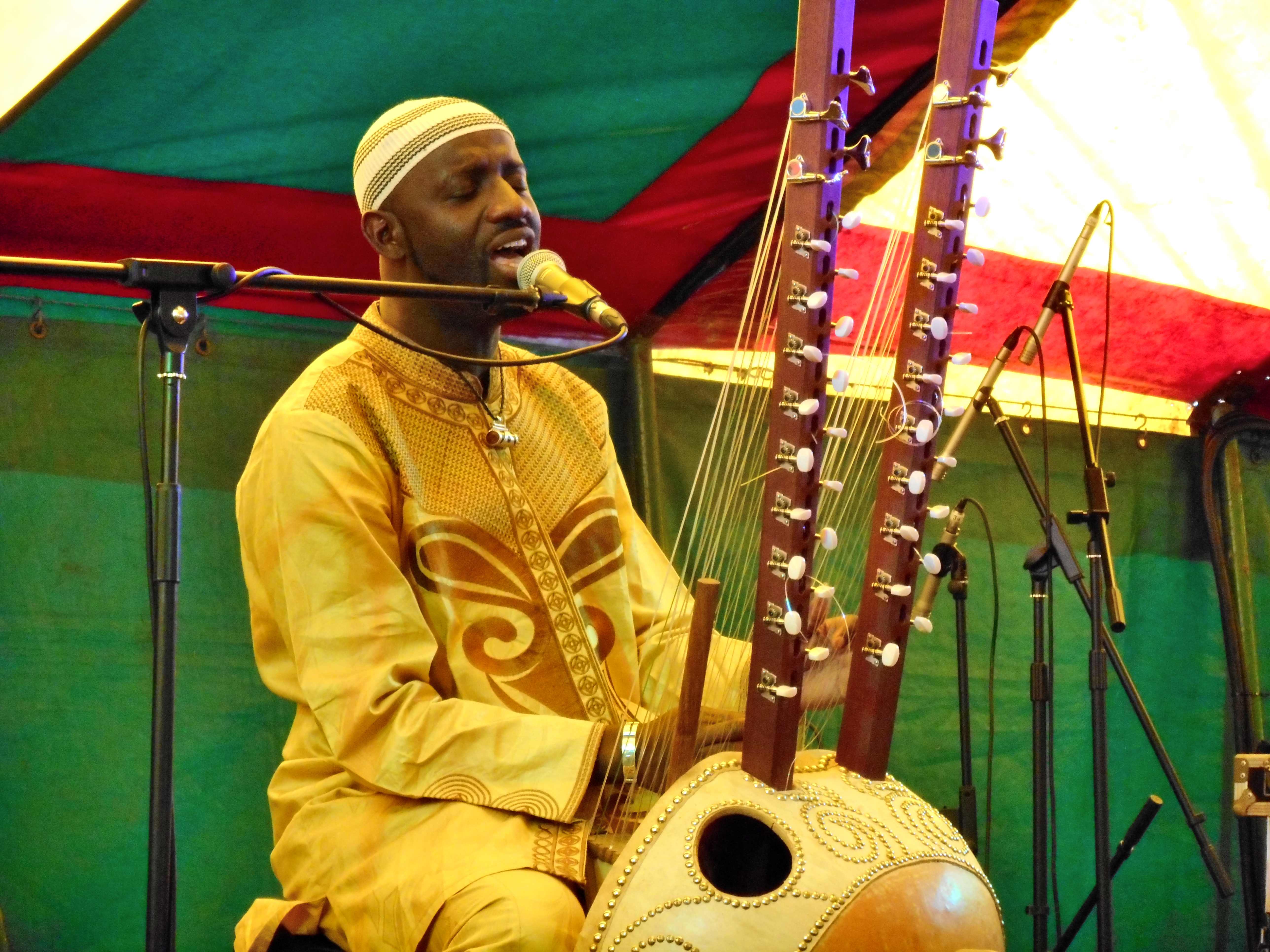
Seckou Keita en concert au Pays de Galles (2018).

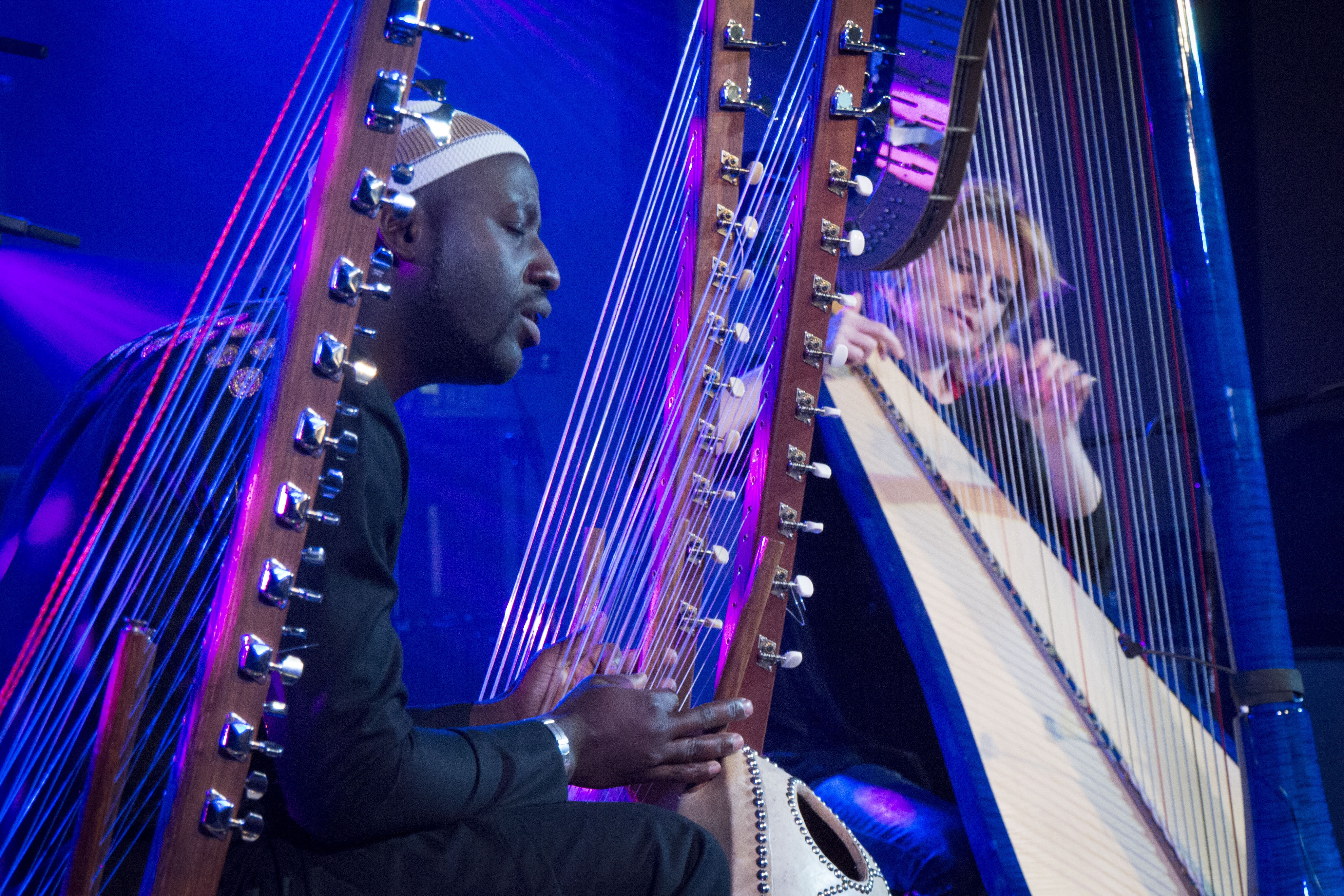
Seckou Keita accompagnant Catrin Finch (Musicport, 2014).

Seckou Keita est né en 1978 à Ziguinchor au Sénégal. Par son père, il est un descendant de la famille des rois Keita maliens. Par sa mère, les Cissokhos, il se rattache à une famille de griots (musiciens héréditaires).
Il donne des cours de kora et de percussions et se produit sur scène. En 1996, il vient pour la première fois en Europe. En 1998, il s’installe en Grande-Bretagne par le biais de la School of Oriental and African Studies de Londres et y présente sa musique dans les écoles et universités. Il y enregistre également plusieurs disques. Il y développe un style dans la tradition des griots africains, associée à des influences contemporaines et cosmopolites.
Il enregistre ainsi deux albums avec la harpiste galloise Catrin Finch, en 2013 et en 2018. Dans un autre album, il collabore avec le pianiste cubain Omar Sosa,.

## Discographie
Albums
- 2002 : Mali.
- 2006 : Afromandinka soul.
- 2012 : Miro.
- 2015 : 22 Strings / Cordes.

Avec Catrin Finch
- 2013 : Clychau Dibon.
- 2018 : SOAR.

Avec Omar Sosa
- 2017 : Transparent Water.

Avec Antonio Forcionne et Adriano Adewale
- 2019 : Aka Trio.

Avec BBC Concert Orchestra
- 2023 : African Rhapsodies (a work for kora an symphonic orchestra).